# Pterostichus johnsoni
Pterostichus johnsoni är en skalbaggsart som beskrevs av Ulke. Pterostichus johnsoni ingår i släktet Pterostichus och familjen jordlöpare. Inga underarter finns listade i Catalogue of Life.